# Heilige-Drei-Könige-Kapelle (Prezier)

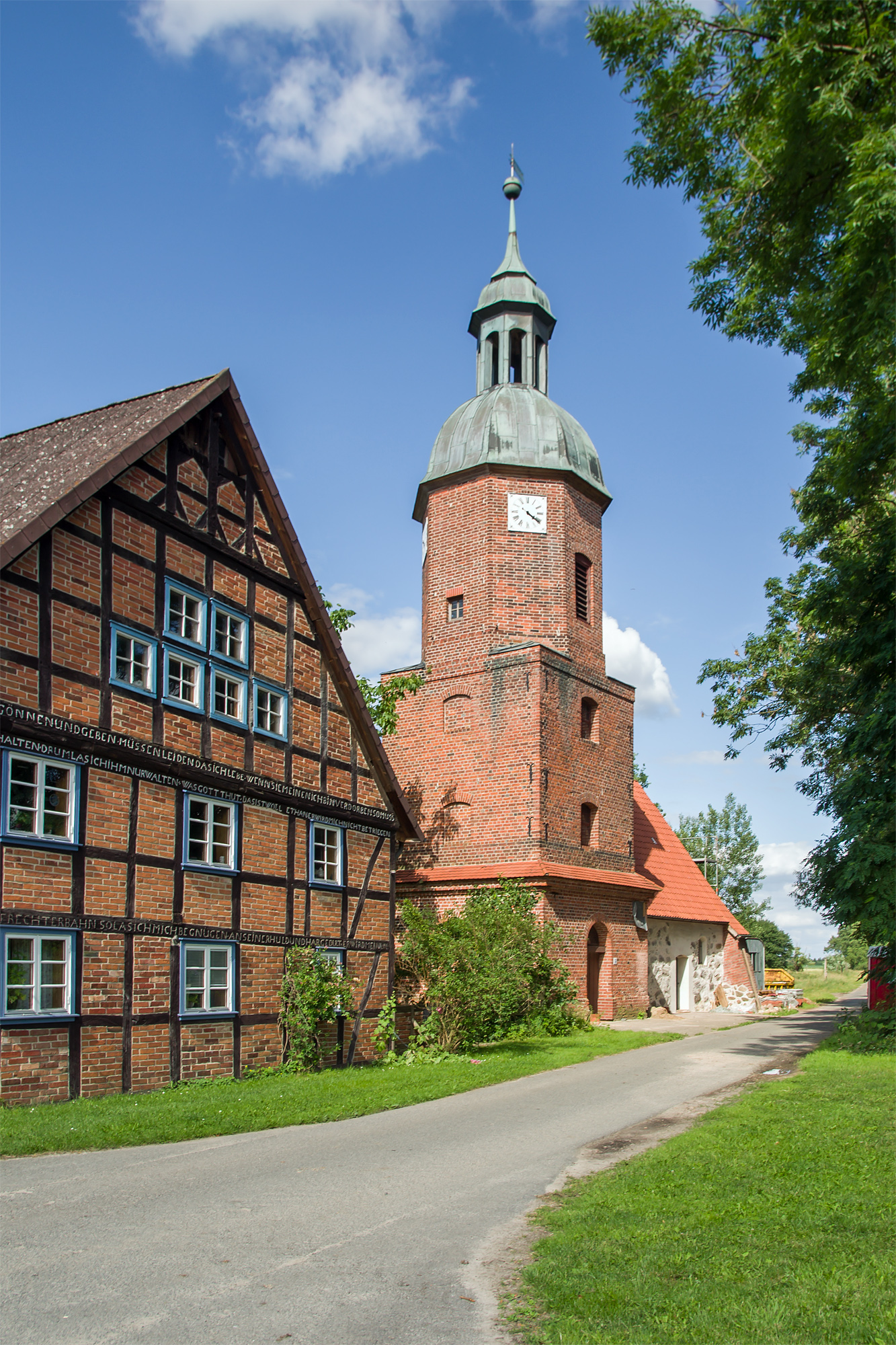
Heilige-Drei-Könige-Kapelle

Die evangelisch-lutherische denkmalgeschützte Heilige-Drei-Könige-Kapelle steht in Prezier, einem Ortsteil der Gemeinde Lemgow im Landkreis Lüchow-Dannenberg in Niedersachsen. Die Kirchengemeinde gehört zum Kirchenkreis Lüchow-Dannenberg im Sprengel Lüneburg der Evangelisch-lutherischen Landeskirche Hannovers.

## Beschreibung
Die kleine Feldsteinkirche wurde im 14. Jahrhundert errichtet. Das Kirchenschiff ist mit einem Satteldach aus Hohlpfannen bedeckt. Der dreigeschossige Kirchturm im Westen aus Backsteinen wurde erst 1785 angebaut. Die ersten beiden Geschosse sind quadratisch, das dritte, in dem sich die Turmuhr befindet, ist achteckig. Darauf befindet sich eine glockenförmige Haube, auf der eine offene Laterne sitzt, bekrönt mit einer Turmkugel.